# Ákos Lele
Ákos Lele (* 24. März 1988 in Szeged) ist ein ungarischer Handballspieler, der zumeist auf Linksaußen eingesetzt wird. Er spielt aber auch auf Rückraum Mitte.
Der 1,94 m große und 96 kg schwere Rechtshänder begann mit dem Handballspiel in seiner Heimatstadt bei Pick Szeged. Ab 2005 stand er auch im Kader der ersten Mannschaft in der NB 1. 2007 gewann er die ungarische Meisterschaft sowie 2006 und 2008 den ungarischen Pokal. Mit Szeged nahm er viermal an der EHF Champions League teil, wobei er zweimal das Achtelfinale erreichte. 2008/09 stand er nach dem Ausscheiden in der Gruppenphase im Viertelfinale des Europapokals der Pokalsieger. 2010 wechselte er zum Tatabánya KC, mit dem er dreimal im EHF-Pokal spielte. Ab 2013 lief er für Csurgói KK auf, mit dem er im EHF Europa Pokal 2013/14 die Gruppenphase erreichte. 2015 kehrte er für ein Jahr zu Tatabánya zurück. Weitere Stationen waren Gyöngyösi KK und Orosházi FKSE. Seit 2021 läuft er für BFKC Békesi auf.
Für die Ungarische Nationalmannschaft bestritt Ákos Lele sieben Länderspiele, in denen er neun Tore erzielte.